# Lycosa apacha
Lycosa apacha este o specie de păianjeni din genul Lycosa, familia Lycosidae, descrisă de Chamberlin în anul 1925. Conform Catalogue of Life specia Lycosa apacha nu are subspecii cunoscute.